# Гідрографічне районування України
Гідрографічне районування території України — відповідно до вимог Водної рамкової директиви Європейського Союзу, поділ території України на гідрографічні одиниці — райони річкових басейнів та суббасейни з метою розробки планів інтегрованого управління річковими басейнами..
Розроблено у 2013 році вченими Київського національного університету імені Тараса Шевченка та Вінницького національного технічного університету разом з фахівцями Держводагентства України, використовується на практиці.
Авторський колектив: Гребінь В. В., Мокін В. Б., Сташук В. А., Хільчевський В. К., Яцюк М. В., Чунарьов О. В., Крижановський Є. М., Бабчук В. С., Ярошевич О. Є.
4 жовтня 2016 р. Верховна Рада України прийняла Закон України «Про внесення змін до деяких законодавчих актів України щодо впровадження інтегрованих підходів в управлінні водними ресурсами за басейновим принципом» (№ 1641-VIII), який вніс низку змін у Водний кодекс України (1995 р.), направлених на впровадження положень Водної рамкової директиви Європейського Союзу (2000/60/ЄС) у практику управління водними ресурсами держави. Цим Законом було затверджено гідрографічне та водогосподарське районування території України.

## Основні терміни та визначення
- Гідрографічна одиниця — район річкового басейну, річковий басейн, суббасейн.

- Район річкового басейну — основна одиниця управління в галузі використання та охорони вод та відтворення водних ресурсів, що складається з річкового басейну (сусідніх річкових басейнів) та пов'язаних з ними підземних водних об'єктів та лимаів у межах території України.

- Річковий басейн — частина земної поверхні, стік води з якої послідовно через пов'язані водойми і водотоки здійснюється в море або озеро.

- Суббасейн — частина річкового басейну, стік води з якої послідовно через пов'язані водойми і водотоки здійснюється до головної річки басейну або водогосподарської ділянки нижче за течією.

## Опис

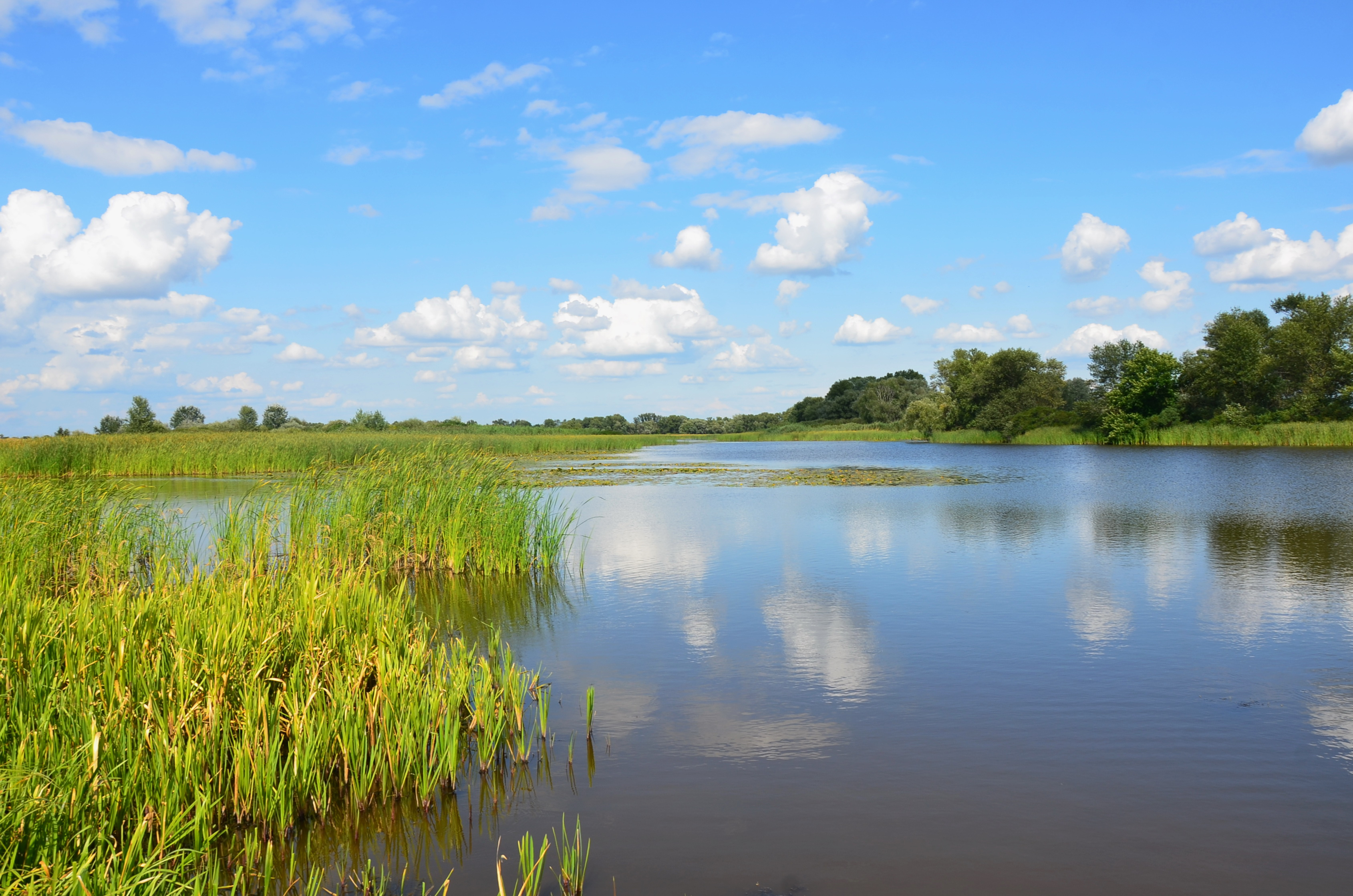
Річище

Гідрографічне районування здійснено в рамках гармонізації національної водогосподарської діяльності з підходами у Європейському Союзі, закріпленими у Водній рамковій директиві, з метою розробки планів інтегрованого управління річковими басейнами і ґрунтується на гідрографо-географічному підході до районування території.
Межі гідрографічних одиниць проходять по вододілах річкових басейнів і суббасейнів, вони не перетинають акваторії водосховищ та озер.
Якщо частина річкового басейну знаходиться поза територією України, то частина межі гідрографічної одиниці збігається з відповідною ділянкою Державного кордону України (у Дунаю, Вісли, Дніпра, Дону).
Вся територія України поділяється на 9 гідрографічних одиниць басейнового рівня (райони річкових басейнів). Головною річкою району річкового басейну є велика річка, що впадає в море (наприклад, Дніпро, Південний Буг та ін.), або велика річка, що впадає в іншу велику річку.
До великих річок відносять річки, басейни яких розташовані в кількох географічних зонах і мають площу водозбору понад 50 тис. км² (Водний кодекс України.
Три гідрографічні одиниці басейнового рівня — райони річкових басейнів Дунаю, Дніпра та Дону — поділяються на суббасейни (всього дев'ять суббасейнів).
Річкові басейни середніх і малих річок (відповідно, середні — 2 тис. км² — 50 тис. км²; малі — до 2 тис. км²), що впадають у море, не виділяються в самостійні гідрографічні одиниці басейнового рівня. Вони включаються до суміжної гідрографічної одиниці басейнового рівня, або об'єднані в одну гідрографічну одиницю басейнового рівня — район річкового басейну (річки Причорномор'я, річки Приазов'я, річки Криму).

## СхемагідрографічногорайонуваннятериторіїУкраїни
Згідно схеми гідрографічного районування території України відповідно до вимог Водної рамкової директиви Європейського Союзу виділяються наступні дев'ять районів річкових басейнів та дев'ять суббасейнів.

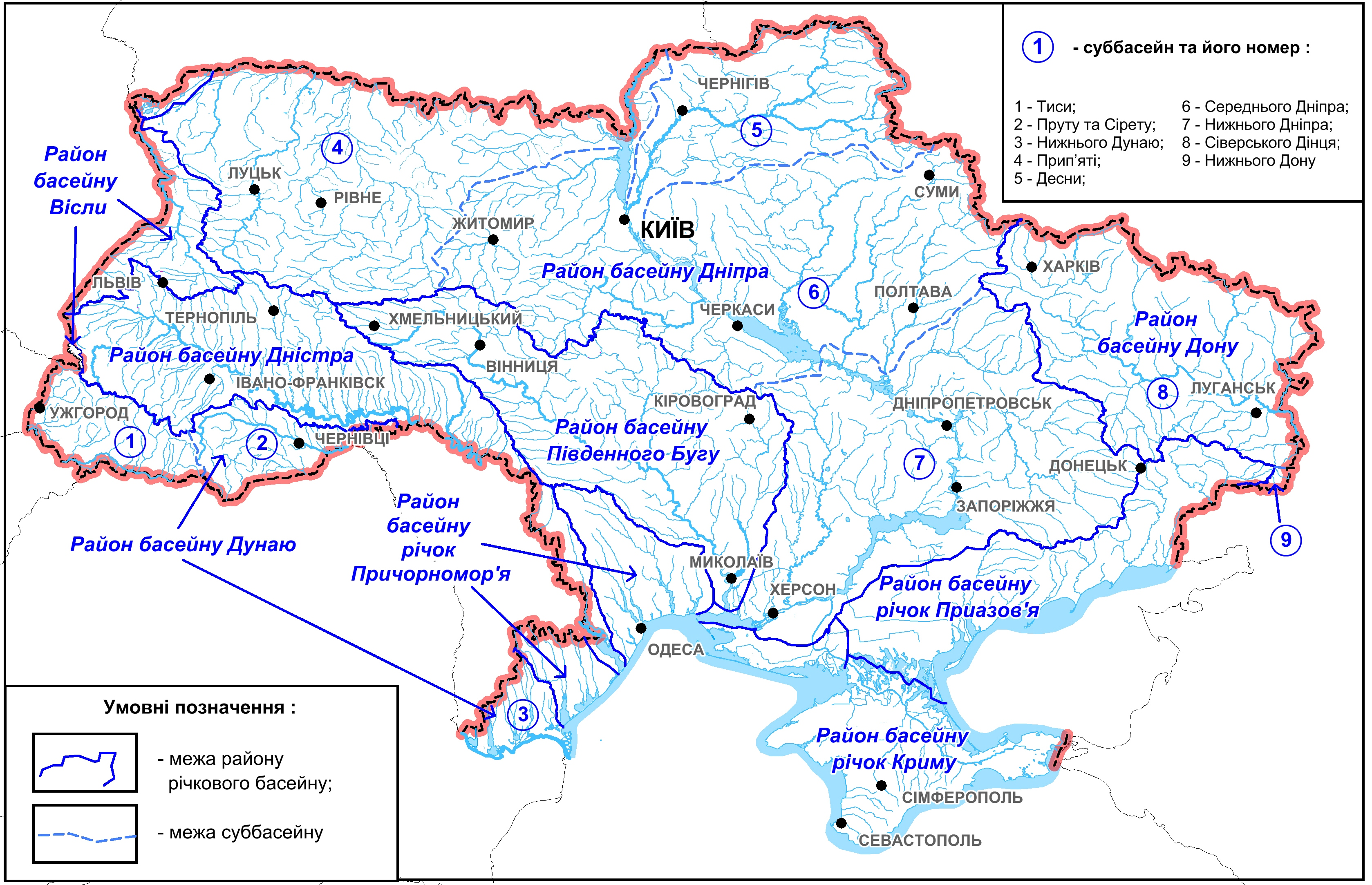
Гідрографічне районування України

Райони річкових басейнів (І — ІХ) та суббасейни (1 — 9) за схемою гідрографічного районування території України, 2013 р.:
- I. Вісли (Західного Бугу та Сяну);
- II. Дунаю і суббасейни:
  - 1) Тиси;
  - 2) Пруту і Сірету;
  - 3) Нижнього Дунаю;
- III. Дністра;
- IV. Південного Бугу;
- V. Дніпра і суббасейни:
  - 4) Прип'яті;
  - 5) Десни;
  - 6) Середнього Дніпра;
  - 7) Нижнього Дніпра;
- VI. Річок Причорномор'я;
- VII. Дону і суббасейни:
  - 8) Сіверського Дінця;
  - 9) Нижнього Дону;
- VIII. Річок Приазов'я;
- IX. Річок Криму.